# Edgar Leonard
Edgar Welch Leonard (West Newton, 19 de junho de 1881 - Nova York, 7 de outubro de 1948) foi um tenista estadunidense, graduado em Harvard, ele foi medalhista de ouro em duplas nos Jogos Olímpicos de Verão de 1904, na campanha fez parceria com Beals Wright. 